# Article 17 de la Convention européenne des droits de l'homme
L'article 17 de la Convention européenne des droits de l'homme interdit l'abus de droit.

## Texte
« Aucune des dispositions de la présente Convention ne peut être interprétée comme impliquant pour un État, un groupement ou un individu, un droit quelconque de se livrer à une activité ou d'accomplir un acte visant à la destruction des droits ou libertés reconnus dans la présente Convention ou à des limitations plus amples de ces droits et libertés que celles prévues à ladite Convention.. »
— Article 17 de la Convention européenne des droits de l'homme

## A voir aussi